# WD 1856+534
WD 1856+534 è una stella nana bianca situata nella costellazione del Dragone. Distante 81 anni luce dalla Terra, è la parte esterna di un sistema triplo visuale costituito da una coppia di nane rosse all'interno. La nana bianca mostra uno spettro di assorbimento aspecifico, privo di forti caratteristiche di emissione ottica o di assorbimento nella sua atmosfera. WD 1856+534 come tutte le nane bianche è estremamente densa: pur avendo la metà della massa del Sole, ha un raggio che è solamente del 40% superiore a quello terrestre.

## Sistema planetario
La nana bianca è nota per ospitare un esopianeta, WD 1856b, in orbita attorno a essa. La scoperta è avvenuta tramite il metodo del transito grazie al telescopio spaziale TESS tra luglio e agosto del 2019. Un'analisi dei dati di transito nel 2020 ha rivelato che si tratta di un pianeta gigante più massiccio di Giove con un raggio oltre dieci volte quello della Terra. Orbita molto vicino alla sua stella ospite, a una distanza di 0,02 unità astronomiche (UA), con un periodo orbitale 60 volte più breve di quello di Mercurio attorno al Sole.
Il pianeta è probabilmente migrato verso l'interno quando la stella ospite si è evoluta da gigante rossa a nana bianca, altrimenti alla distanza attuale sarebbe stato inghiottito dalla sua stella. La nana bianca e il suo pianeta sono legati gravitazionalmente a un lontano compagno, G 229-20, che a sua volta è un sistema binario costituito da due stelle nane. Le interazioni gravitazionali con le stelle compagne potrebbero aver innescato la migrazione del pianeta attraverso il meccanismo di Kozai. Un'ipotesi alternativa è che il pianeta sia invece sopravvissuto a una fase di inviluppo comune.
Osservazioni con il telescopio spaziale James Webb, pubblicate nel 2025, mostrano un eccesso di radiazione infrarossa proveniente dalla stella dovuto all'emissione termica del pianeta, confermando in modo indipendente la sua natura planetaria. Le osservazioni limitano la massa del pianeta a meno di sei volte quella di Giove e indicano una temperatura di 186+6
−7 K, rendendolo l'esopianeta più freddo rilevato direttamente a maggio 2025.
Sotto, un prospetto del sistema di WD 1856+534.
| Pianeta | Tipo            | Massa           | Raggio        | Periodo orb.   | Sem. maggiore | Incl. orbita | Scoperta |
| ------- | --------------- | --------------- | ------------- | -------------- | ------------- | ------------ | -------- |
| b       | gigante gassoso | 5,2+0,7 −0,8 MJ | 0,946±0,09 rJ | 1,40794 giorni | 0,02 UA       | 88,778°      | 2019     |